# Правдолюбов, Анатолий Авдеевич
Анато́лий Авде́евич Правдолю́бов (Священному́ченик Анатолий Каси́мовский; 16 апреля 1862, село Давыдово Касимовского уезда Рязанской губернии — 23 декабря 1937, Рязань) — иерей Русской православной церкви, причислен к лику святых как священномученик в 2000 году.
Трое сыновей (священноисповедник Сергий, священномученик Николай и мученик Владимир Правдолюбовы) приняли мученические венцы и прославлены в лике новомучеников и исповедников российских.

## Биография
Родился 6 апреля 1862 года в селе Давыдово Касимовского уезда Рязанской губернии (современный Клепиковский район Рязанской области) в многодетной семье священника Авдия Семёновича Правдолюбова и Екатерины Ивановны (урожд. Пальмовой).
15 июня 1882 года окончил полный курс Рязанской духовной семинарии с аттестатом I разряда. С 1 сентября 1882 года по 16 января 1886 года — учитель Давыдовского земского училища Касимовского уезда.
В 1886 году переехал в Касимов. Женился на дочери настоятеля Покровской церкви села Маккавеево протоиерея Андрея Дмитриева Клавдии. У супругов родились восьмеро сыновей и четыре дочери. Трое сыновей (священномученики Сергий и Николай и мученик Владимир Правдолюбовы) впоследствии приняли мученические венцы и прославлены в лике новомучеников и исповедников российских.
С 16 января 1886 года по апрель 1894 года — учитель приготовительного класса Касимовского духовного училища. 20 февраля 1892 года архиепископом Рязанским и Зарайским Феоктистом (Поповым) рукоположён во священника к церкви села Змиевка Данковского уезда Рязанской губернии. На приходе не служил из-за преподавания в Касимовском духовном училище, женской гимназии и земской школе.
16 января 1894 года определён на священническое место к Успенской церкви города Касимова. Принимал участие в обретении и прославлении святых мощей святителя Феодосия Черниговского.
С 22 января 1909 года состоял в должности касимовского уездного наблюдателя церковных школ. 27 мая 1915 года уволился от должности священника Успенской церкви после издания нового положения о наблюдателях церковных школ.
После закрытия всех духовных школ с 18 ноября 1918 года служил в Иоанно-Предтеченской церкви села Данево Касимовского уезда.
С декабря 1921 года настоятель Успенской церкви Касимова (до закрытия её в 1933 году). С 1933 года по ноябрь 1937 года настоятель Благовещенской церкви Касимова. В последние годы жизни — также благочинный I Касимовского благочиннического округа.

## Церковные награды
За время своего служения в Церкви за проявленное усердие был награждён различными церковными наградами, включая митру.

## Арест
Арестован 6 ноября 1937 года в возрасте 75 лет по обвинению в участии в повстанческо-террористической организации и контрреволюционной деятельности. На допросе 11 ноября 1937 года начальник Бельковского районного отдела УНКВД по Рязанской области настаивал, чтобы отец Анатолий дал утвердительный ответ на его заведомо вымышленные обвинения об участии в революционной организации. Протоиерей отвечал: 

Повторяю, что ни в какой контрреволюционной организации я не состоял и виновным себя не признаю

.
На допросе никого не оговорил и не подписал документов, компрометировавших невинных людей.
Тройка УНКВД по Рязанской области постановлением от 6 декабря 1937 года приговорила Анатолия Авдеевича Правдолюбова к расстрелу по ст. 58 п. 10—11 за «контр-революционную деятельность и участие в повстанческо–террористической организации».

## Канонизация
Причислен к лику святых новомучеников и исповедников Российских деянием Юбилейного Архиерейского собора Русской православной церкви, проходившего 13—16 августа 2000 года в Москве.
День памяти: 10/23 декабря, в Соборе святых новомучеников и исповедников Российских и в Соборе Рязанских святых.